# Île Angemeec
L'île Angemeec est un îlot de Nouvelle-Calédonie dans les Pléiades du Sud, une des îles Loyauté.